# Logan Owen
Logan Owen (Bremerton, Washington; 25 de março de 1995), é um ciclista estadounidense, membro da equipa EF Education First Pro Cycling Team.

## Palmarés
2015
- 1 etapa do Tour de Utah

2016
- Liège-Bastogne-Liège sub-23

2017
- 1 etapa da Volta ao Alentejo[1]

## Resultados nas Grandes Voltas
| Carreira        | 2014 | 2015 | 2016 | 2017 | 2018 | 2019 |
| --------------- | ---- | ---- | ---- | ---- | ---- | ---- |
| Giro d'Italia   | -    | -    | -    | -    | -    | -    |
| Tour de France  | -    | -    | -    | -    | -    | -    |
| Volta a Espanha | -    | -    | -    | -    | -    |      |

-: não participa 

Ab.: abandono 